# Carl Henrik Adolphsson
Carl Henrik Adolphsson, född 5 mars 1861 i Höreda församling, Jönköpings län, död 17 oktober 1941 i Skede församling, Jönköpings län, var en svensk folkmusiker.

## Biografi
Carl Henrik Adolphsson föddes 1861 i Höreda socken. Han var son till Karl Axel Adolphsson (1832–1921). Adolphsson började i unga år att spela fiol och lärde sig några melodier av klockaren Johan Petrus Vigstrand, skomakaren Lif och violinisten Frick. Han lärde sig spela klarinett av fanjunkaren Aron Lindgren vid Kalmar regemente. Adolphsson arbetade från 1881 till 1886 vid Kalmar regemente. Han kom att arbeta som gjutmästare i Hällaryd, Skede socken. Han avled 1941 i Skede socken.

## Upptecknade låtar
Upptecknade låtar år 1917 av Axel Boberg efter Adolphsson.
- Polska i G-dur, efter Johan Petrus Vigstrand.[3]
- Polska i C-dur.[3]
- Vals i G-dur, efter Karl Axel Adolphsson.[3]
- Polska i G-dur, efter Karl Axel Adolphsson.[3]
- Polska i G-dur, efter Karl Axel Adolphsson.[3]
- Polska i D-dur, efter Karl Axel Adolphsson.[3]
- Polska i G-dur, efter Karl Axel Adolphsson.[3]
- Vals i F-dur, efter Karl Axel Adolphsson och farbröderna.[3]